# Отиеро Отиери
Отиеро Отиери (на италиански: Ottiero Ottieri) е италиански социолог, драматург, поет и писател на произведения в жанра драма.

## Биография и творчество
Отиеро Отиери е роден на 29 март 1924 г. в Рим, Италия. Произхожда от стара тосканска фамилия. Започва да пише на четиринайсетгодишна възраст с описание на Доломитите. През 1945 г. завършва филология в колежа „Масимо“ на Римския университет „Ла Сапиенца“ с дипломна работа за оперетите на Леон Батиста Алберти. След това следва курс за специализация по английска литература и прави различни преводи и пише литературни есета.
През 1946 г. започва сътрудничество с вестници и списания, включително със списанието „Литературен панаир“. През 1947 г. печели наградата „Меркурио“ за разказа си „Островът“ (L’isola). Разочарован от затворената и елитарна римската литературна среда, в началото на февруари 1948 г. заминава за Милано.
В Милано работи като помощник на Гуидо Лопес, ръководител на пресцентъра на пресгрупата „Мондадори“. Посещава курсове по социални и психологически проучвания и е редактор в списание „Психея“. Посещава миланската централа на Италианската социалистическа партия и сътрудничи на вестник „Аванти“. Публикува и статии за Pesci Rossi, Il Critico Pensiero и Omnibus.
През 1950 г. се жени за Силвана Маури. Имат 2 деца – Мария и Алберто.
През 1951 г. става ръководител на месечното научно списание „Илюстрирана наука“ (La Scienza Illustrata). Работата му там му помага да открие света на технологиите, на индустрията и човешките отношения, на индустриалния труд, да види проблема във връзката между работника и машината, и отчуждаващия ефект на фабриката върху хората.
Първият му роман „Спомени от безсъзнание“ (Memorie dell'incoscienza), който започва през 1947 г., е издаден през 1954 г. Това е книга за младежкото му минало, историята на живота в Тоскана през 1943 г., книга, в която подчертава фашизма, интерпретиран психологически, като безсъзнание и като аспект на политическия инфантилизъм, който е бил и все още е широко разпространен в Италия.
През 1953 г. започва работа във фирма „Оливети“ като администратор по набирането на персонал, но се разболява от менингит и в продължение на четири месеца остава хоспитализиран във флорентинска клиника. След излекуването си през март 1955 г. се премества със семейството си на по-добър климат в Поцуоли, за да работи в централата на новата фабрика на фирмата.
През 1957 г. е издадена книгата му „Ускорени темпове“, в която описва света на фабриката отвътре в момент на трансформация, свирепа индустриализация и трудни борби.
През 1959 г. е издадена автобиографичната му книга „Донарума в атака“ (Donnarumma all'assalto), която е вдъхновена от работата му във „Оливети“ и дневника му, който си води в периода 1948 – 1958 г. Дневникът му е публикуван през 1963 г. с името „Готическата линия“ (La linea gotica) и печели литературната награда „Багута“.
През 1961 г. участва в написването на сценария за филма на Микеланджело Антониони „Затъмнението“ с Моника Вити, Ален Делон и Франсиско Рабал.
През 1971 г. прави своя поетичен дебют със сборника „Извратената мисъл“ (Il pensiero perverso). Книгата му „Концентрационният лагер“ (Il campo di concentrazione) от 1972 г. е номинирана за наградата „Кампиело“. В нея представя темата за дълга хоспитализация заради тежко заболяване.
Отиеро Отиери умира от инфаркт на 25 юли 2002 г. в Милано.

## Произведения

### Романи
- Memorie dell'incoscienza (1954)
- Tempi stretti (1957)
Ускорени темпове, изд.: „Народна култура“, София (1962), прев. Виолета Даскалова
- Donnarumma all'assalto (1959)
- La linea gotica (1963)
- L'impagliatore di sedie (1964)
- I divini mondani (1968)
- Il campo di concentrazione (1972)
- Contessa (1976)
- Di chi è la colpa (1979)
- Due amori (1983)
- Il divertimento (1984)
- Improvvisa la città (1987)
- La psicoterapeuta bellissima (1994)
- De morte (1997)
- Una tragedia milanese (1998)
- Cery (1999)
- Una irata sensazione di peggioramento (2002)

### Поезия
- Il pensiero perverso (1971)
- La corda corta (1978)
- Tutte le poesìe (1986)
- L'infermiera da Pisa (1991)
- Il palazzo e il pazzo (1993)
- Storia del P.S.I. nel centenario della nascita (1993)
- Diario del seduttore passivo (1995)
- Il poema osceno (1996)

### Документалистика
- L'irrealtà quotidiana (1966) – награда „Виареджо“

### Пиеси
- I venditori di Milano (1960)
- L'assemblea deserta (1962)

### Екранизации
- 1962 Затъмнението, L'eclisse – съсценарист
- 1972 Donnarumma all'assalto – тв филм